# Fesztl Károly
Fesztl Károly (Pécs, 1819. november 28. - 1893. november 27.) katolikus pap, választott püspök.

## Élete
Középiskolai tanulmányait Pécsett, a ciszterci gimnáziumban végezte 1836-ban, ugyanitt 1843. május 12-én pappá szentelték. Závodon és Pécsett káplán, 1848-ban a pécsi líceum matematikatanára, 1855-ben a Gyertyaszentelő Boldogasszony-templom plébánosa, 1856-ban erdélyi iskolaszéki tanár, s mint ilyen részt vett azon a papi gyűlésen, mely Erdély reichsrati részvétele ellen szavazott. 1864. május 31-én pécsi kanonok lett. 1865-67 között a joglíceum igazgatója és székesegyházi plébános. 1867-ben tolnai főapát, 1891-ben kurzolai választott püspök. 1893-ban nagyprépost lett.
Utóda a kurzolai püspökségen 1895-től Csáky Károly gróf.